# Kymagnostus
Kymagnostus là một chi bọ ba thùy thuộc bộ Agnostida, đã từng tồn tại ở nơi nay là Arkansas, Hoa Kỳ. Nó đã được mô tả bởi Hohensee vào năm 1989, và loài đặc trưng là Kymagnostus harti.